# Herculis 2025
Herculis 2025 – 39. edycja międzynarodowego mityngu lekkoatletycznego, który odbył się 11 lipca 2025 roku na Stadionie Ludwika II w Monako. Zawody były dziesiątą odsłoną znajdującej się w kalendarzu Diamentowej Ligi, cyklu najbardziej prestiżowych mityngów lekkoatletycznych, organizowanych pod egidą World Athletics w sezonie 2025.

## Program mityngu
Źródło: omegatiming.com.
| Godzina | Konkurencja                   |
| ------- | ----------------------------- |
| 19:00   | Skok o tyczce                 |
| 19:55   | Skok wzwyż                    |
| 20:23   | Bieg na 800 m                 |
| 20:33   | Bieg na 110 m przez płotki    |
| 20:35   | Trójskok                      |
| 21:05   | Bieg na 5000 m                |
| 21:27   | Bieg na 200 m                 |
| 21:34   | Bieg na 3000 m z przeszkodami |

| Godzina | Konkurencja                |
| ------- | -------------------------- |
| 18:55   | Pchnięcie kulą             |
| 20:04   | Bieg na 400 m przez płotki |
| 20:15   | Bieg na 400 m              |
| 20:43   | Bieg na 1000 m             |
| 20:58   | Bieg na 100 m przez płotki |
| 21:52   | Bieg na 100 m              |

## Wyniki
Wszystkie rezultaty opracowano na podstawie:
| WR – rekord świata \| WL – najlepszy wynik na listach światowych w sezonie \| AR – rekord kontynentu \| NR – rekord kraju \| PB – rekord życiowy SB – najlepszy wynik w sezonie \| MR – rekord mityngu \| DLR – rekord Diamentowej Ligi |

### Mężczyźni
| Konkurencja                   | 1. miejsce          | Rezultat      | 2. miejsce      | Rezultat   | 3. miejsce            | Rezultat    |
| Bieg na 200 m                 | Noah Lyles          | 19,88 SB      | Letsile Tebogo  | 19,97      | Makanakaishe Charamba | 19,99       |
| Bieg na 800 m                 | Emmanuel Wanyonyi   | 1:41,44 MR WL | Josh Hoey       | 1:42,01 PB | Djamel Sedjati        | 1:42,20 SB  |
| Bieg na 5000 m                | Yomif Kejelcha      | 12:49,46      | Jimmy Gressier  | 12:53,36   | Birhanu Balew         | 12:53,51    |
| Bieg na 110 m przez płotki    | Trey Cunningham     | 13,09         | Cordell Tinch   | 13,14      | Ja'Kobe Tharp         | 13,17(,164) |
| Bieg na 3000 m z przeszkodami | Soufiane El Bakkali | 8:03,18       | Ryūji Miura     | 8:03,43 NR | Edmund Serem          | 8:04,00 PB  |
| Skok o tyczce                 | Armand Duplantis    | 6,05 MR       | Emanuil Karalis | 5,92       | Kurtis Marschall      | 5,92        |
| Skok wzwyż                    | Woo Sang-hyeok      | 2,34 WL       | Jan Štefela     | 2,32       | JuVaughn Harrison     | 2,27 SB     |
| Trójskok                      | Jordan Scott        | 17,52 PB      | Yasser Triki    | 17,23 SB   | Andy Díaz             | 17,19 SB    |

### Kobiety
| Konkurencja                | 1. miejsce         | Rezultat    | 2. miejsce       | Rezultat   | 3. miejsce     | Rezultat   |
| Bieg na 100 m              | Julien Alfred      | 10,79       | Jacious Sears    | 11,02      | Zoe Hobbs      | 11,12      |
| Bieg na 400 m              | Marileidy Paulino  | 49,06       | Aaliyah Butler   | 49,09 PB   | Nickisha Pryce | 49,63 SB   |
| Bieg na 1000 m             | Nelly Chepchirchir | 2:29,77 PB  | Addison Wiley    | 2:30,71 AR | Jessica Hull   | 2:30,96 AR |
| Bieg na 100 m przez płotki | Megan Tapper       | 12,34 PB    | Ditaji Kambundji | 12,43 SB   | Nadine Visser  | 12,56      |
| Bieg na 400 m przez płotki | Femke Bol          | 51,95 MR WL | Dalilah Muhammad | 52,58 SB   | Anna Cockrell  | 52,91 SB   |
| Pchnięcie kulą             | Jessica Schilder   | 20,39       | Chase Jackson    | 20,06      | Sarah Mitton   | 20,00      |

## Rekordy
Podczas mityngu ustanowiono 6 krajowych rekordów w kategorii seniorów:
| Zawodnik          | Reprezentacja     | Konkurencja                   | Rezultat |
| ----------------- | ----------------- | ----------------------------- | -------- |
| Peter Bol         | Australia         | bieg na 800 m                 | 1:42,55  |
| Jessica Hull      | Australia         | bieg na 1000 m                | 2:30,96  |
| Mohamed Abdilaahi | Niemcy            | bieg na 5000 m                | 12:53,63 |
| Ryuji Miura       | Japonia           | bieg na 3000 m z przeszkodami | 8:03,43  |
| Halimah Nakaayi   | Uganda            | bieg na 1000 m                | 2:31,67  |
| Addison Wiley     | Stany Zjednoczone | bieg na 1000 m                | 2:30,71  |